# Mike Squires
Michael Lynn Squires (Kalamazoo, Míchigan, 5 de marzo de 1952), más conocido como Mike Squires, es un exjugador profesional estadounidense de béisbol que se desempeñó en la posición de primera base en las Grandes Ligas de Béisbol (MLB). Logró obtener un Guante de Oro.

## Carrera
Squires jugó como profesional diez temporadas en Chicago White Sox (1975, 1977-1985), equipo en el que se retiró.

## Premios
Fue galardonado con el Guante de Oro en una oportunidad (1981).